# Trinity Bay North
Trinity Bay North is een gemeente (town) in de Canadese provincie Newfoundland en Labrador. Trinity Bay North ligt in het oosten van het schiereiland Bonavista, aan de oostkust van het eiland Newfoundland.

## Geschiedenis
De fusiegemeente ontstond in 2005 door het samenvoegen van de gemeenten Catalina, Melrose en Port Union. In 2010 werd de gemeente verder uitgebreid door de annexatie van de buurgemeente Little Catalina.

## Geografie
Trinity Bay North ligt in het oosten van het schiereiland Bonavista van Newfoundland. De gemeente bestaat uit Catalina, Little Catalina, Melrose en Port Union, vier kustdorpen die allen net ten noorden van Trinity Bay liggen. Alle vier deze dorpen zijn langs provinciale route 230 gelegen. 

### Port Union
De deelgemeente Port Union werd in 1916 gesticht door de Fishermen's Protective Union. Canada erkende het historische centrum van het plaatsje in 1998 als National Historic Site, aangezien Port Union het enige dorp in het land is dat gesticht werd door een vakbond.

## Demografie
De gemeente Trinity Bay North kent sinds haar ontstaan een dalende demografische trend. Enkel tussen 2006 en 2011 was er een bevolkingsstijging, die echter uitsluitend te danken was aan de annexatie van Little Catalina.
| Demografische ontwikkeling tussen 2006 en 2021  |
| ----------------------------------------------- |
|                                                 |
| Bron: Statistics Canada (2006, 2011–2016, 2021) |

Catalina is met 840 inwoners (2021) goed voor ruim de helft van het totale inwoneraantal.

### Taal
In 2021 hadden alle inwoners van Trinity Bay North het Engels als moedertaal. Hoewel slechts vijf mensen (0,3%) het Frans als (gedeelde) moedertaal hadden, waren er vijftien mensen die die andere Canadese landstaal konden spreken (0,9%). Niemand was er anno 2021 een andere taal dan het Engels of Frans machtig.

## Galerij

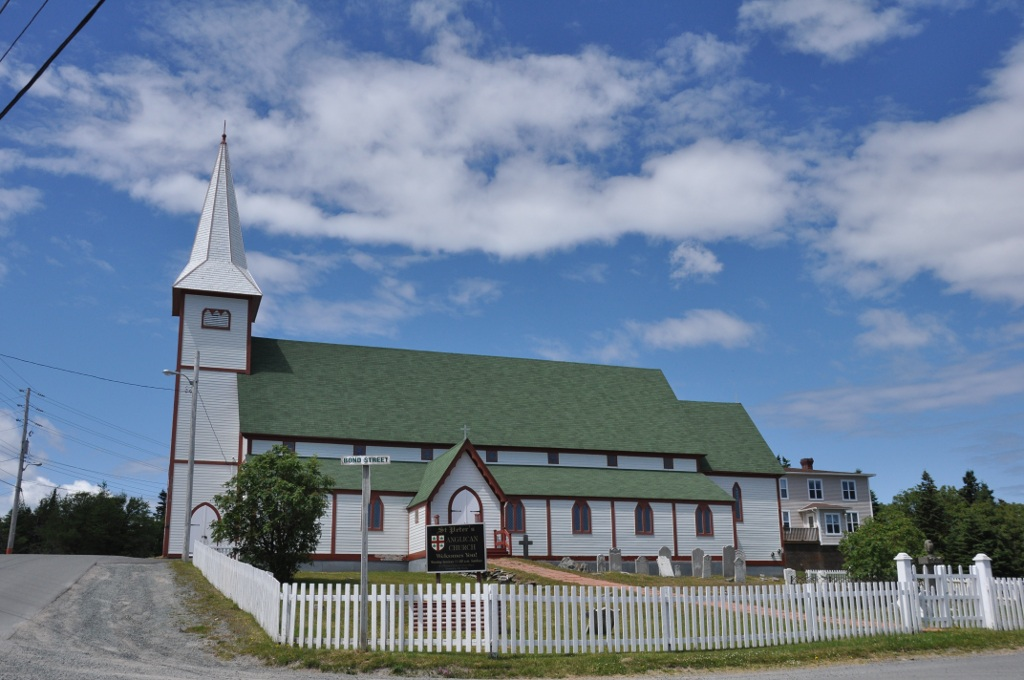
Anglicaanse Sint-Pieterskerk van Catalina
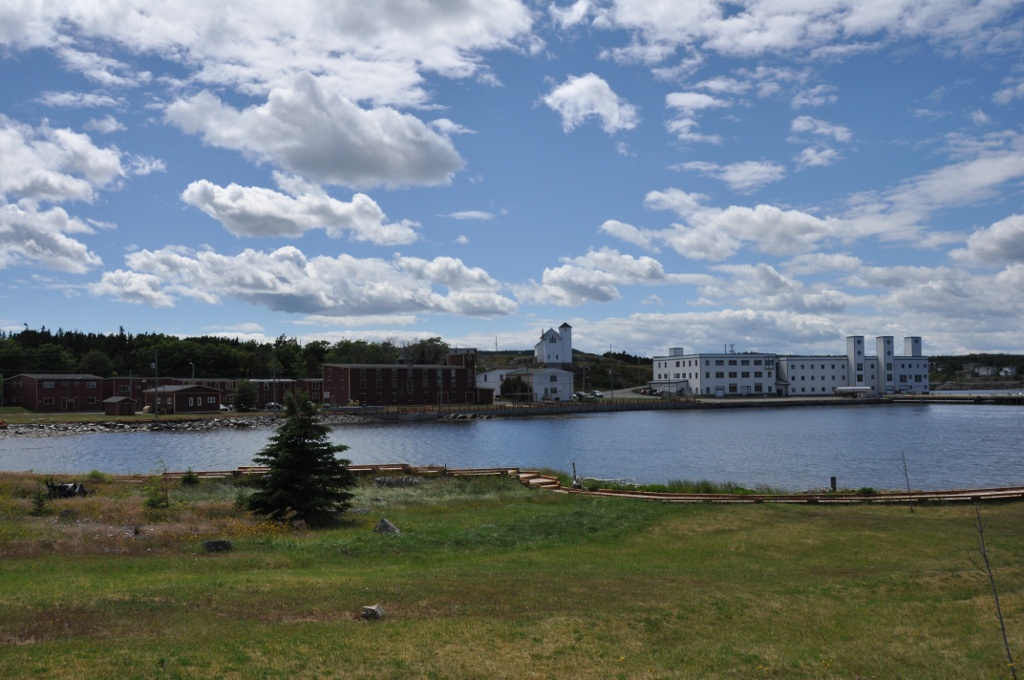
Zicht op de historische gebouwen van Port Union